# Класична історія жахів (фільм, 2021)
Класична історія жахів (італ. Una classica storia dell'orrore) — італійський фільм жахів 2021 року, написаний Роберто Де Фео, Паоло Стріпполі, Лучіо Бесана, Давидом Белліні та Міло Тіссоне та режисерами Де Фео та Паоло Стріпполі. У фільмі зіграли Матильда Лутц, Франческо Руссо, Пеппіно Маццотта, Вільям Меррік та Юлія Соболь. На Netflix фільм вийшов 14 липня 2021 року.

## Сюжет
Сюжет фільму розгортається навколо декількох молодих людей, яких об'єднала подорож по визначних пам'ятках південної Італії. Новоутворена компанія звертає на дорогу, що веде в ліс, слідом за цим з ними відбувається низка дивних подій. Їх пересування перериває автомобільна аварія, в процесі якої їх будинок на колесах стикається з тушею мертвої тварини. Непередбачена поломка транспорту змушує туристів зупинитися на ночівлю в лісовому будиночку. Незабаром дорога, що привела головних героїв фільму в глухий будинок, зникла, а сама будівля наповнилося предметами страшного культу. Щоб вижити, молодим людям потрібно об'єднати зусилля, оскільки кожен їх новий крок буде супроводжуватися смертельно небезпечними пастками.

## В ролях
| Актор            | Роль      |
| ---------------- | --------- |
| Матильда Лутц    | Еліза     |
| Франчесско Руссо | Фабріцціо |
| Пеппіно Маццотта | Рікардо   |
| Вільям Меррік    | Марк      |
| Юлія Соболь      | Софія     |

## Цікаві факти
- За сюжетом фільму, одна з головних героїнь фільму родом з Одеси.